# Sh2-202
Sh2-202 est une vaste nébuleuse diffuse visible à la frontière entre les constellations Cassiopée et Girafe.
Elle est identifiée dans la partie la plus orientale de Cassiopée, à l'est des nébuleuses du Complexe W3/W4/W5, à l'endroit où la traînée lumineuse de la Voie lactée semble s'arrêter brusquement, en raison de larges bancs de poussière sombre. Il a un aspect très dispersé et extrêmement faible, au point que son observation directe est pratiquement impossible et sur les photos à pose longue il n'apparaît que comme un nuage ténu, centré sur l'amas ouvert Stock 23, qui constitue le meilleur point de référence pour le son identification. Son observation n'est possible qu'à partir des régions de l'hémisphère boréal et des régions tropicales de l'hémisphère sud. Le meilleur moment pour observer le ciel du soir est d'octobre à mars.
C'est une région HII très faible et diffuse, physiquement liée à l'association OB Cam OB1, association OB placée à sa même distance. Le complexe est situé à environ 900 pc (∼2 940 al), sur le bord le plus extérieur du bras d'Orion. L'objet le plus notable situé à l'intérieur est la source infrarouge IRAS 03134+5958, coïncidant avec l'étoile HBC 336, une étoile T Tauri à fortes émissions Hα placée en direction de l'amas Stock 23, dont l'existence réelle en tant qu'amas physique est cependant questionnée, car on soupçonne que ses étoiles n'apparaissent proches les unes des autres qu'en raison d'un effet de perspective. Cam OB1-A est la partie de l'association la plus proche de la région de la nébuleuse. Elle comprend les deux étoiles HD 21291 (ou CS Cam), une supergéante bleue variable de type α Cygni responsable de l'illumination du nuage vdB 14, et HD 21389 (ou CE Cam), également une supergéante variable et responsable de l'illumination de vdB 15.